# Ascalista
Ascalista is een geslacht van weekdieren uit de klasse van de Gastropoda (slakken).

## Soorten
- Ascalista letourneuxi K. Monsecour & D. Monsecour, 2015
- Ascalista polita (G. Nevill & H. Nevill, 1875)